# Tricoma pellucida
Tricoma pellucida är en rundmaskart. Tricoma pellucida ingår i släktet Tricoma, och familjen Desmoscolecidae. Arten är reproducerande i Sverige.